# Kōki Tsukagawa
Kōki Tsukagawa (塚川 孝輝?, Tsukagawa Kōki; Hiroshima, 16 luglio 1994) è un calciatore giapponese, centrocampista dell'FC Tokyo.

## Carriera
Cresciuto nelle giovanili del Niho SC e del Sanfrecce Hiroshima, dal 2013 al 2016 gioca con la squadra che rappresenta la Ryutsu Keizai University. Nel 2017 firma il suo primo contratto da professionista con il Fagiano Okayama, formazione della seconda divisione giapponese. Qui rimane per due stagioni, prima di trasferirsi Matsumoto Yamaga, nella massima serie giapponese; nel luglio del 2019 viene girato in prestito al Gifu, altro club della seconda divisione giapponese. Rientrato dal prestito, trascorre la stagione 2020 con il Matsumoto Yamaga, che nel frattempo era retrocesso anch'esso in seconda divisione. Poco prima dell'inizio della stagione 2021 si accasa al Kawasaki Frontale, formazione della massima serie nipponica, con il quale esordisce anche nelle competizioni asiatiche.

## Statistiche

### Presenze e reti nei club
Statistiche aggiornate al 25 gennaio 2022.
| Stagione                | Squadra                 | Campionato              | Campionato | Campionato | Coppe nazionali | Coppe nazionali | Coppe nazionali | Coppe continentali | Coppe continentali | Coppe continentali | Altre coppe | Altre coppe | Altre coppe | Totale | Totale |
| Stagione                | Squadra                 | Comp                    | Pres       | Reti       | Comp            | Pres            | Reti            | Comp               | Pres               | Reti               | Comp        | Pres        | Reti        | Pres   | Reti   |
| ----------------------- | ----------------------- | ----------------------- | ---------- | ---------- | --------------- | --------------- | --------------- | ------------------ | ------------------ | ------------------ | ----------- | ----------- | ----------- | ------ | ------ |
| 2017                    | Fagiano Okayama         | J2                      | 34         | 2          | CG              | 1               | 0               |                    | -                  | -                  |             | -           | -           | 35     | 2      |
| 2018                    | Fagiano Okayama         | J2                      | 32         | 3          | CG              | 0               | 0               |                    | -                  | -                  |             | -           | -           | 32     | 3      |
| Totale Fagiano          | Totale Fagiano          | Totale Fagiano          | 66         | 5          |                 | 1               | 0               |                    | -                  | -                  |             | -           | -           | 67     | 5      |
| gen.-lug. 2019          | Matsumoto Yamaga        | J1                      | 3          | 0          | CG+CdL          | 1+6             | 0               |                    | -                  | -                  |             | -           | -           | 10     | 0      |
| lug.-dic. 2019          | Gifu                    | J2                      | 19         | 1          |                 | -               | -               |                    | -                  | -                  |             | -           | -           | 19     | 1      |
| 2020                    | Matsumoto Yamaga        | J2                      | 29         | 9          | CG+CdL          | 0+1             | 0               |                    | -                  | -                  |             | -           | -           | 30     | 9      |
| Totale Matsumoto Yamaga | Totale Matsumoto Yamaga | Totale Matsumoto Yamaga | 32         | 9          |                 | 8               | 0               |                    | -                  | -                  |             | -           | -           | 40     | 9      |
| 2021                    | Kawasaki Frontale       | J1                      | 14         | 0          | CG+CdL          | 2+0             | 0               | ACL                | 4                  | 0                  | SG          | 1           | 0           | 21     | 0      |
| Totale carriera         | Totale carriera         | Totale carriera         | 131        | 15         |                 | 11              | 0               |                    | 4                  | 0                  |             | 1           | 0           | 147    | 15     |

## Palmarès

### Club

#### Competizioni nazionali
- Supercoppa del Giappone: 1

Kawasaki Frontale: 2021
- Campionato giapponese: 1

Kawasaki Frontale: 2021